# Budim
Budim (madžarsko Buda, nemško Ofen, prekmursko Büdin, turško Budin)  je zahodni del Budimpešte na desni obali Donave. Obsega približno tretjino površine Budimpešte. V zgodovini se je »Buda« nanašal samo na kraljevo obzidano mesto na grajskem hribu (madžarsko Várhegy), ki ga je med letoma 1247 in 1249 zgradil Béla IV. Ogrski Budim je bil upravno združen s Pešto in Óbudo v sodobno Budimpešto.
Kraljevi Budim se danes imenuje Várnegyed (lit. 'grajska četrt'), medtem ko »Buda« pars pro toto označuje I., II., III., XI., XII. in XIII. okrožja. Ta pogovorna definicija tako vključuje srednjeveško Óbudo in obsega tretjino celotne površine mesta, ki je večinoma porasla z gozdom. Znamenitosti Budima so kraljeva palača, Matijeva cerkev, Citadela, Terme Gellért, Budimski hribi, karmeličanski samostan Budim in rezidenca madžarskega predsednika, Sándorjeva palača. Je del Unescove svetovne kulturne dediščine.

## Ime
O poreklu imena Budim obstaja več hipotez. Ena od njih trdi, da ima isti izvor kot slovansko ime Budimir. Druga pravi, da je ime izpeljano iz besede, ki jo je lokalno prebivalstvo uporabljalo za vodo in je nekako povezano na bližnjo Donavo, tretja pa, da se imenuje po svojem ustanovitelju Bledi, bratu hunskega poglavarja Atile.

## Zgodovina
Od leta 1361 do 1541 so ga zasedali Turki. Do tedaj prestolnica Ogrskega kraljestva se je po zasedbi preselila v Bratislavo, ki se je takrat imenovala Pozsony (madžarsko) oziroma Prešporok (slovaško).  
Leta 1686 so Budim osvojili Habsburžani, ki so v mesto naselili veliko Nemcev, da bi obnovili v vojnah opustošeno mesto. Leta 1690 se je med veliko selitvijo Srbov pod vodstvom patriarha Arsenija Čarnojevića v budimsko četrt Tabán priselilo tudi veliko Srbov. Srbi so se tja priseljevali že pred tem.
Budim je bil konec leta 1703 razglašen za svobodno kraljevo mesto in leta 1784 ponovno postal madžarska prestolnica. Leta 1873 se je s Pešto in Óbudo združil v današnjo Budimpešto.

## Demografija
Budimsko trdnjavo in palačo je zgradil kralj Béla IV. leta 1247. Postali sta jedro, okrog katerega se je začelo graditi mesto Budim. Njegov pomen je hitro rasel in leta 1361 je postal prestolnica Ogrskega kraljestva.
V 15. stoletju so v Pešti prebivali večinoma Madžari, v Budimu pa večinoma Nemci. Po podatkih ogrske kraljeve zakladnice je imel Budim leta 1495 večinoma madžarsko prebivalstvo z znatno nemško manjšino.
Med osmansko okupacijo Ogrske od leta 1541 do 1686 je bil Budim upravno središče province Budim. Sredi 17. stoletja je bila večina prebivalstva muslimanska, večinoma zaradi priseljevanja muslimanov z Balkana.
Leta 1686 se je dve leti po neuspešnem obleganju Budima začela nova kampanja za osvoboditev mesta. Vojska Svete lige je bila tokrat dvakrat večja. Štela je več kot 74.000 mož, med katerimi so bili nemški, nizozemski, angleški, španski, češki, francoski, hrvaški, burgundski, danski in švedski vojaki ter drugi evropski prostovoljci, topničarji in častniki. Osmanska garnizija je štela samo 7000 mož. Krščanska vojska je po 78 dneh obleganja z ogromnimi izgubami mesto osvojila. Po osvojitvi mesta se je vanj začelo priseljevati meščanstvo iz različnih pokrajin južne Nemčije, ki je delno izrinilo in delno asimiliralo tamkajšne Madžare in Srbe.
Po podatkih iz leta 1715 je bilo v Budimu 1538 hiš, od katerih je bilo 796 hiš v lasti večinoma Srbov, 701 hiša v lasti Nemcev in 68 v lasti Madžarov. Po podatkih iz leta 1720 se je število prebivalcev manjšalo na 30.000. Naseljenih je bilo 1483 hiš, od katerih je bilo 851 nemških, 559 južnoslovanskih, večinoma srbskih, 68 madžarskih in 5 slovaških.
V 19. stoletju se je v mesto začelo priseljevati podeželsko prebivalstvo in Budim je spet postal mesto z madžarsko večino.

## Galerija
- Budim in Pešta leta 1853
- Budim
- Budimski grad
- Cerlev sv. Štefana